# .tr
.tr là tên miền quốc gia cấp cao nhất (ccTLD) của Thổ Nhĩ Kỳ. Được quản lý bởi Đại học Kỹ thuật Trung Đông Computer Center.
.nc.tr được dùng làm tên miền cấp 2 cho Cộng hòa Bắc Síp thuộc Thổ Nhĩ Kỳ, vì nó không được gán mã quốc gia.
Các tên miền cấp 2 khác:
- com.tr
- gen.tr
- org.tr
- biz.tr
- info.tr
- av.tr
- dr.tr
- pol.tr
- bel.tr
- mil.tr
- bbs.tr
- k12.tr
- edu.tr
- name.tr
- net.tr
- gov.tr
- web.tr
- tel.tr
- tv.tr